# Valdilecha
Valdilecha é um município da Espanha na província e comunidade autónoma de Madrid, de área  km² com população de 2326 habitantes (2005) e densidade populacional de 53,35 hab/km².

## Demografia
| Variação demográfica do município entre 1991 e 2004 | Variação demográfica do município entre 1991 e 2004 | Variação demográfica do município entre 1991 e 2004 | Variação demográfica do município entre 1991 e 2004 |
| --------------------------------------------------- | --------------------------------------------------- | --------------------------------------------------- | --------------------------------------------------- |
| 1991                                                | 1996                                                | 2001                                                | 2004                                                |
| 1615                                                | 1797                                                | 2026                                                | 2251                                                |